# Vennaskond
Vennaskond este o formație muzicală estoniană de muzică rock creată în 1984. Orchestra a efectuat turnee în Estonia, Finlanda, Letonia, România, Suedia, Germania, Franța, India, Polonia și Statele Unite ale Americii.